# Roland Fréart de Chambray
Pour les articles homonymes, voir Fréart.
Roland Fréart de Chambray est un clerc théoricien de l'art et de l'architecture né le 13 juillet 1606 au Mans et mort le 11 décembre 1676 dans cette même ville. Il est essentiellement reconnu pour son travail de théoricien, en architecture avec le Parallèle publié en 1650 et en peinture avec l'Idée de perfection de la peinture publié en 1662. Il était ecclésiastique, et suivant la déclaration qu'il fit aux enquêteurs sur le fait des usurpations de la noblesse, en 1667, aumônier du roi, chapelain de la chapelle royale de Bécoiseau, en la forêt de Coucy. 

## Biographie

### Origines et études

Blason Roland Fréart de Chambray

Roland Fréart de Chambray était le frère cadet de parmi les trois frères Fréart (Jean, Paul et Roland). Il est le fils de Jean III Fréart de Chantelou, grand prévôt de la maréchaussée du Maine et de Madeleine Lemaire, fille du lieutenant-général du Maine et d’Avoye Sublet.
Roland Fréart de Chambray est un clerc, qui avait débuté des études de droit mais il les abandonne au profit des mathématiques, de la géométrie et de la perspective. Fréart de Chambray n’a donc pas une formation d’architecte et n’est pas un praticien, c’est un amateur éclairé qui s’intéresse à l'art et à l'architecture par « esprit d’antiquaire ».

### Fréart de Chambray en Italie
Roland Fréart de Chambray se rend deux fois en Italie, avec son frère Paul, il fait un premier voyage de cinq ans de 1630 à 1635 puis un voyage de moins d’un an en 1640.

#### 1630
De 1630 à 1635, Roland Fréart de Chambray rencontre de nombreux artistes et se lie d’amitié avec les peintres Nicolas Poussin et Jacques Stella. Il se lie également avec Charles Errard qui deviendra directeur de l’Académie de France à Rome et avec lequel il collaborera à plusieurs reprises.

#### 1640
Les frères Fréart sont cousins de François Sublet de Noyers, secrétaire à la guerre et surintendant des bâtiments de Louis XIII ; c’est pourquoi il confiait aux frères et en particulier à Roland et à Paul, qui était son secrétaire, des missions relatives au développement des arts.
Au Printemps 1640 Fréart de Chambray retourne à Rome avec son frère Paul où ils ont pour mission de faire venir en France des artistes italiens ou des artistes travaillant en Italie et en particulier le peintre Nicolas Poussin. Il leur est aussi demandé de rapporter des copies d’œuvres d’art antiques, c’est ainsi que Charles Errard envoyé à Rome par Sublet de Noyers comme « éclaireur » et dessine pour eux 40 dessins pour de grandes gravures sur cuivre et 8 vignettes tandis que les frères Fréart rapportent des moulages de la Colonne Trajane, de chapiteaux et de médaillons.
C’est durant ce voyage que les deux frères rencontrent Le Bernin et Cassiano dal Pozzo avec lesquels ils se lient. Paul et Roland Fréart rentrent en France le 17 décembre 1640 avec Nicolas Poussin.
Fréart de Chambray ne voyage plus par la suite, après la disgrâce de Sublet de Noyers en 1643, il se retire au Mans où il se consacre à la rédaction de ses ouvrages.

### Fréart de Chambray et Mazarin
Après s’être retiré au Mans, Fréart de Chambray est chargé le 2 avril 1648, par sa municipalité qui était tout comme lui opposée à Mazarin, de remettre en état les fortifications de la ville. Fréart de Chambray est très opposé à Mazarin tout au long de sa vie car il l’accuse d’avoir négligé l’art français et de ne pas avoir fait contribuer l'art à la gloire du royaume en privilégiant des artistes italiens et en cherchant uniquement à enrichir sa collection personnelle.

### Carrière après la Fronde et fortune critique
S’il est vrai que Fréart de Chambray entretenait des rapports difficiles avec Mazarin, ce ne fut pas le cas pour Colbert. En effet, Colbert, lorsqu’il fait reprendre les travaux au Louvre, fait souvent appel aux frères Fréart touchant la politique artistique du gouvernement. D’ailleurs, lorsqu’il fonde l’Académie royale d’architecture en 1671, Colbert donne une nouvelle vie au Parallèle de Fréart de Chambray car il y a trouvé une approche archéologique et théorique qui servit grandement à l’Académie puisque François Blondel, dans ses conférences de l’Académie traitait des mêmes auteurs que Fréart de Chambray et les hiérarchisait de la même manière.
Concernant la peinture, la traduction que donna Fréart de Chambray du Traité de Léonard de Vinci, le mêla à la querelle qui eut lieu entre Abraham Bosse et l’Académie, représentée en particulier par Le Brun.

### Mort et postérité
Roland Fréart de Chambray meurt le 11 décembre 1676 au Mans et lègue tous ses biens aux pauvres.
Il est surtout demeuré célèbre pour ses écrits, réédités au XVIIIe siècle et traduits en plusieurs langues.

## Écrits

### Ouvrages originaux

#### Parallèle de l'architecture antique et de la moderne

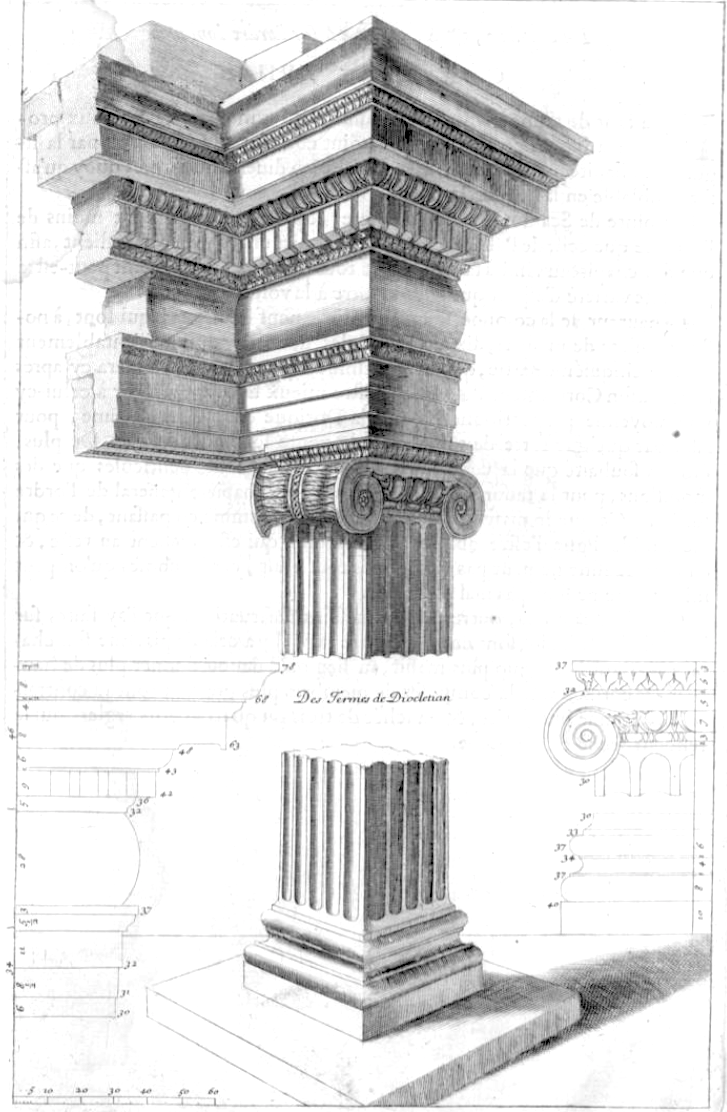
« Colonne carrée » des thermes de Dioclétien d'après un dessin de Charles Errard, tiré du Parallèle de Fréart de Chambray.

En 1650, Roland Fréart de Chambray publie à Paris chez Edme Martin le Parallèle de l'architecture antique et de la moderne : avec un recueil des dix principaux autheurs qui ont écrit de cinq ordres. Fréart de Chambray avait débuté la rédaction de cet ouvrage dès 1640, alors qu’il était à Rome mais sa publication qui devait être confiée à l’Imprimerie Royale est reportée à partir de la disgrâce de Sublet de Noyers jusqu’en 1650. Le Parallèle comporte 109 pages et Sublet de Noyers étant mort, on retrouve son portrait sur le frontispice ainsi que son éloge le long des 6 pages de dédicace à ses frères. Puis l’ouvrage se divise en deux parties, la première traitant des ordres jugés grecs par l’auteur, c’est la partie la plus longue; puis une partie plus courte traite des ordres toscans et composites qui sont considérés par l’auteur comme étant italique. Enfin, deux pages d’explication de termes techniques achèvent l’ouvrage. Les planches sont réalisées d’après des dessins de Charles Errard.
Le fonctionnement de cet ouvrage consiste à mette dos à dos, sur une même planche, les propositions d’ordres faites par différents auteurs pour qu’il soit aisé de saisir les différences entre eux. Il présente aussi certains bâtiments antiques comme des modèles pour chaque ordre comme les thermes de Dioclétien, ou le Panthéon. Ici, Fréart de Chambray cherche à sortir des licences prises par les architectes qui le précèdent et notamment le style développé par le cardinal de Mazarin; et pour cela, il propose un retour à l’antique un siècle après la traduction du De Architectura de Vitruve par Jean Martin. Mais Fréart de Chambray ajoute à cela une démarche rationaliste qui lui fait accepter comme seuls ordres légitimes d’être utilisés en architecture le dorique, l’ionique et le corinthien, les autres étant considérés comme trop manifestement italiques car il considère qu’il n’y a « que trois manières de bâtir, la solide, la moyenne et la délicate ». Cette démarche lui fait ainsi refuser tous les apports du maniérisme qui avait favorisé une ornementation riche au XVIe siècle et durant la première moitié du XVIIe siècle pour leur opposer des modèles clairs et simples qui allaient à l’opposé des motifs spécifiques aux traditions nationales. Enfin, sa démarche rationaliste lui fait préférer Palladio comme modèle pour l’architecture en raison des proportions simples qu’il propose, fondées uniquement sur le module du diamètre de la colonne subdivisé par la suite en autant de fois qu’il est nécessaire même s’il considère néanmoins que le modèle de Vignole est plus commode.
Le Parallèle est l’un des premiers manifeste du classicisme français, il s’adresse avant tout à des spécialistes pour leur fournir de bons modèles et oppose ses réflexions théoriques à l’expérience des praticiens.

#### Idée de la perfection de la peinture
L’Idée de la perfection de la peinture est publié en 1662 au Mans chez Jacques Ysambart. L’ouvrage est par la suite réédité en 1672 et traduit en anglais en 1668. Il s'agit d'un traité théorique sur la peinture longtemps considéré comme le premier. Adversaire de Michel-Ange, de Rubens, de Caravage et de Tintoret car il les accuse de pratiquer le «libertinage de l’art», Fréart de Chambray propose à ses contemporains l’imitation exclusive de la peinture grecque. Cet ouvrage eut un grand retentissement à sa sortie, plus que les Sentiments d’Abraham Bosse ou même que le Parallèle publié une dizaine d’années auparavant car Fréart de Chambray posait ici en quelque sorte les fondements de la critique d’art en France. Mais son trop grand rigorisme face au goût pour l’ornement qui caractérisait le règne de Louis XIV a contribué à amoindrir le succès de l’ouvrage.

### Traductions

#### Quatre livres d'architecture de Palladio
En 1650, Fréart de Chambray publie sa traduction des Quattro libri de Palladio chez Edme Martin. La date de publication et le nom de l’éditeur sont très significatifs car il s’agit des mêmes que pour le Parallèle. Le choix de cet éditeur n’est pas fortuit puisque les Fréart étant au service de Sublet de Noyers, ils ont participé à la création de l’Imprimerie Royale en 1640. Mais le plus important est la date, en effet si les deux ouvrages sont publiés en même temps, c’est parce qu’ils sont vendus ensemble, ainsi la traduction de l’ouvrage de Palladio était indissociable de l’ouvrage de Fréart de Chambray dans lequel, précisément, Palladio y était défini comme étant le meilleur modèle. Cette traduction suit celle de Le Muet qui tout comme lui et comme la plupart des théoriciens français de l’époque n’est pas architecte de formation. Cette traduction avait été publiée cinq ans plus tôt, mais ne traduisait que le premier livre alors que la traduction de Fréart de Chambray est complète. La traduction de Fréart de Chambray a la particularité de disposer de trois planches supplémentaires à l’édition de Palladio lui-même car lors de la publication en 1570, elles n’étaient probablement pas achevées.
Malgré ces qualités, la traduction de Fréart de Chambray ne rencontre pas autant de succès que la traduction partielle de Le Muet qui a l’avantage de mieux s’adapter à l’architecture française et celle de l’Europe du Nord.

#### Le Traité de Léonard de Vinci
En 1651, Roland Fréart de Chambray publie sa traduction du traité de peinture de Léonard de Vinci, illustré de gravures d’après des dessins de Poussin. Ce traité est tiré des manuscrits conservés de Léonard de Vinci par Cassiano dal Pozzo. Ce Traité est aussi précédé d’une lettre dédicace très élogieuse envers Poussin où Fréart de Chambray dit qu’il devrait être « le guide de tous les vrais peintres ». Fréart de Chambray y critique les traductions de ce traité qu’ont pu faire ses prédécesseurs mais reconnaît néanmoins l’obscurité du style de l’auteur.

#### La Perspective d'Euclide
La traduction de la Perspective d’Euclide est publiée en 1662 au Mans, chez Jacques Ysambart. Cette traduction s’inscrit parfaitement dans la démarche de Fréart de Chambray car il érigeait tout comme Desargues, la perspective comme base générale de l’art.